# Perxenate
Perxenate sind chemische Verbindungen, in denen das Perxenat-Anion XeO64− auftritt. Die Perxenate stelle die Salze der Perxenonsäure H4XeO6 da.

## Gewinnung und Darstellung
Das Perxenat-Ion kann durch die Disproportionierung des Hydrogenxenat-Ions gewonnen werden.
{\displaystyle \mathrm {2\ HXeO_{4(aq)}^{\,-}+2\ OH_{(aq)}^{\,-}} \longrightarrow } {\displaystyle \mathrm {XeO_{6(aq)}^{\,4-}+Xe+O_{2}+2\ H_{2}O_{(l)}} }

## Eigenschaften
Das Perxenat-Anion ist oktaedrisch gebaut. Der Abstand der Xe–O-Bindung beträgt 1,875 Å und der Winkel der O–Xe–O liegt zwischen 87°–93°. Alle Perxenate sind unter Normalbedingungen stabil, wobei das Silber(I)-perxenat schon bei Raumtemperatur zerfällt. Dazu ist das Perxenat-Ion ein starkes Oxidationsmittel. Es ist in der Lage, das Mangan(II)-Kation Mn2+ in das Permanganat-Anion MnO4− zu oxidieren.

## Beispiele
- Natriumperxenat Na4XeO6
- Kaliumperxenat K4XeO6
- Bariumperxenat Ba2XeO6
- Silber(I)-perxenat Ag4XeO6